# 岡村寧次
岡村 寧次（おかむら やすじ、1884年（明治17年）5月15日 - 1966年（昭和41年）9月2日）は、日本の陸軍軍人。官位は陸軍大将勲一等功一級に昇る。支那派遣軍総司令官、北支那方面軍司令官、第11軍司令官等を歴任。
父は江戸幕府に仕えた岡村寧永。元妻の星野理枝と死別した後、貴族院議員・加藤宇兵衛の娘と再婚する。陸軍三羽烏の一人。

## 生涯

### 陸軍士官学校卒業まで
1884年（明治17年）5月15日、岡村寧永の子として生まれる。早稲田中学校、東京陸軍地方幼年学校を経て1903年（明治36年）、陸軍中央幼年学校を卒業する。
1904年（明治37年）10月に陸軍士官学校を16期生として卒業し11月に歩兵少尉に任官、歩兵第1連隊補充隊付を命ぜられる。同期には岡村を含めて三羽烏と呼ばれた永田鉄山中将・小畑敏四郎中将の他、土肥原賢二大将・板垣征四郎大将・安藤利吉大将がいる。
1907年（明治40年）、陸軍中尉・陸軍士官学校生徒隊付を命ぜられる。岡村は士官学校在学中には中国研究をし、この時の生徒隊では中国からの留学生の教育を担当した。
1910年（明治43年）12月に陸軍大学校に入校する。在校中に大尉に昇級する。
1913年（大正2年）11月、陸軍大学校（25期）を卒業し原隊である歩兵第1連隊第9中隊長に補される。

## 任官から終戦まで
1914年（大正3年）から参謀本部で勤務し、同6年には北京駐在員として中国勤務を経験する。
1921年（大正10年）6月から半年間欧米に出張する。
1921年（大正10年）の欧米出張の際には10月にスイス公使館付武官永田鉄山・ロシア公使館付武官の小畑敏四郎とドイツのバーデン・バーデンで合い、翌日には東條英機が合流した。会合では派閥解消・人事刷新・軍制改革・総動員体制等について密約したという（バーデン・バーデンの密約）。尚、この密約について詳細は明らかではないが後の極東国際軍事裁判で検察側が軍部独裁に繋がる端緒であるとして取り上げている。 
帰国して1922年（大正11年）2月歩兵第14連隊大隊長に就任する。
翌1923年（大正12年）から上海駐在となる。
1927年（昭和2年）7月に陸軍大佐に進み歩兵第6連隊長を命ぜられる。
翌1928年は参謀本部内国戦史課長へ就任。
1929年（昭和4年）8月から陸軍省人事局補任課長に就任する。補任課長在任中に三月事件に関わる。これは宇垣一成陸軍大臣を首班とする軍事政権樹立を企てたものであったが、テロ等の非合法手段を用いた計画であり当の宇垣が直前になって反対した為頓挫した。事件に幾許か関わったのであれば本来なら何らかの処分を受けるところだが、小磯國昭軍務局長、二宮治重参謀次長、建川美次参謀本部第二部長等陸軍上層部の事件に関わっていた事からこの件は隠滅され岡村も処罰はなかった。
1932年（昭和7年）2月に上海派遣軍参謀副長として転出し、同年8月には関東軍参謀副長に就任、1933年（昭和8年）2月から満州帝国駐箚陸軍武官を兼ねる。
同年5月31日には国民政府軍の全権だった何応欽と塘沽協定の締結にこぎつける。
1935年（昭和10年）3月に参謀本部第二部長として中央に復帰、翌年3月に陸軍中将に補せられ第2師団長に任じられる。師団は内地にあったが、1937年（昭和12年）4月に満州に派遣され、同年7月には盧溝橋事件が発生し日中間で全面戦争に発展していく。
1938年（昭和13年）6月新設の第11軍司令官に就任する。第11軍は中支那派遣軍の隷下部隊で7個師団1個独立混成旅団を統括し、同年10月の武漢攻略作戦では大いに活躍した。
司令官在任中の1940年（昭和15年）2月に勲一等旭日大綬章を受章し同3月には軍事参議官へ移る。
1941年（昭和16年）4月に陸軍大将に進級すると同年7月には北支那方面軍司令官に就任する。岡村は司令官着任時に「滅共愛民」との理念から同年11月に「焼く、犯す、殺す、奪う」という四悪の絶対禁止遵守を訓示した。岡村は四悪禁止を始めとする風紀粛正によって放火、殺人、強盗が常態化していた北支那方面軍の規律崩壊を食い止め、1943年（昭和18年）ごろまでにはかなり規律を取り戻していたと言われている。
1944年（昭和19年）の大陸打通作戦では河南作戦を指揮した。
同年8月第6方面軍司令官に転じ湘桂作戦を行う。
1944年（昭和19年）11月中国大陸の部隊を統括する支那派遣軍総司令官に就任する。兵力100万の大所帯である。中国大陸では武漢三鎮・広東を手中に収めこれ以上の攻略は難しいと判断した大本営は部隊をそのまま駐屯させる方針をとっていた。

## 戦後
1945年（昭和20年）8月に入ると、現地には外国の無線等から日本が降伏する旨の情報が入るようになり、8月11日には大本営がポツダム宣言を受諾する旨（聖断決定）を打電してきた。しかし、岡村の指揮する支那派遣軍は持久戦を行っていた事から兵力がほぼ温存されており、無条件降伏を不服に思った岡村は8月14日、「（宣言受諾は）帝国臣民を抹殺するものに斉しく帝国臣民として断じて承服し得ざる」「徹底抗戦遂行に邁進すべく御聖断」求める旨を昭和天皇に上奏する。内地の軍中枢部でも、宣言受諾が大方決まってからも徹底抗戦を求める声が強く、そこへ岡村上奏文が登場した事から徹底抗戦派が勢いづき、岡村はその首領とみなされてしまう。しかし翌日、昭和天皇が宣言受諾を決定した旨伝えられると、岡村は考えを改め「承詔必謹」（天皇の決断を承り実行すること）を隷下将兵に厳命する。
昭和天皇はポツダム宣言を受諾し降伏するという意向を徹底させるため戦地に皇族を派遣することとし、陸軍大将の朝香宮鳩彦王、陸軍少将の閑院宮春仁王、陸軍中佐の竹田宮恒徳王の3人をしてその任にあたらせた。
外地司令官は、南方軍総司令官・寺内寿一元帥陸軍大将、関東軍総司令官・山田乙三陸軍大将と支那派遣軍総司令官・岡村寧次陸軍大将であった。
序列もそれぞれ寺内・山田・岡村の順であり、通常ならば皇族の序列もそれにあわせて寺内のもとには朝香宮、山田には閑院宮、岡村には竹田宮が派遣されるが、岡村は先の上奏文から強硬派と目されていたために、派遣皇族の拘留等も考慮されて岡村のもとへ最も序列の高い陸軍大将だった朝香宮が派遣された。17日、総司令部のある南京に到着した朝香宮は岡村に逢うなり「（抑留の虞があるというが）閣下は私を抑留されますか」と言ったという。
穏便に降伏となった支那派遣軍は9月に中国軍に対し降伏調印する事となるが、この時の中国側代表は塘沽協定を締結した際に中国側全権だった国民政府陸空軍総司令何応欽大将だった。岡村は極力中国を支援するよう停戦業務にあたり、何は敬意を払って応対した。南京軍事法廷で岡村を無罪としたのは百人斬り競争で死刑判決を下した石美瑜裁判長である。岡村と何大将はその後日本で再会を果たしたという。1949年（昭和24年）1月に復員するまでは、蔣介石により最高顧問格として留用され、現地で敗戦処理に従事した。国内では1948年（昭和23年）1月に公職追放の仮指定を受けた。
帰国後の岡村は1953年（昭和28年）に「桜星倶楽部」（1957年（昭和32年）5月から日本郷友連盟）を結成し7年にわたり会長を務め、1954年（昭和29年）には全国遺族等援護会顧問に就任し、1966年（昭和41年）に病没する。
また、岡村に蔣介石が接触したことから日本軍将校からなる軍事顧問団「白団」（ぱいだん：団長富田直亮の中国名、白鴻亮から）が結成され、1949年（昭和24年）から約20年にわたり中国国民党政権に協力した。

## 栄典
位階
- 1904年（明治37年）12月8日 - 正八位
- 1927年（昭和2年）9月1日 - 従五位[4]
- 1936年（昭和11年）4月15日 - 従四位[5]
- 1938年（昭和13年）5月2日 - 正四位
- 1941年（昭和16年）5月15日 - 従三位

勲章等
- 1937年（昭和12年）12月11日 - 勲一等瑞宝章[6]
- 1940年（昭和15年）
  - 2月16日 - 勲一等旭日大綬章[7]
  - 8月15日 - 紀元二千六百年祝典記念章[8]
- 1942年（昭和17年）3月21日 - 功一級金鵄勲章[9]

外国勲章佩用允許
- 1934年（昭和9年）5月9日 - 満州帝国：勲二位景雲章[10]
- 1943年（昭和18年）7月14日 - 中華民国：特級同光勲章[11]